# Lenchen Weber
Magdalena „Lenchen“ Weber, gebürtig Magdalena Berty (* 21. Januar 1898 in Merzig; † 27. April 1945 in Ravensbrück) war eine deutsche sozialdemokratische Politikerin im Saarland.

## Leben
Sie wurde als Kind von Peter (* 2. Juni 1861; † 26. Dezember 1900 in Merzig) und Margarethe (geb. Bohr, * 6. November 1858 in Besseringen; † 16. Februar 1908 in Mettlach) Berty im saarländischen Merzig geboren. Nach dem Tod der Eltern wuchsen Lenchen und ihr Bruder unter der Obhut ihres Onkels Mathias Bohr in Merzig-Besseringen auf. In Sulzbach lernte sie ihren späteren Mann Karl Weber kennen (Heirat am 12. September 1922). 1923 trat sie dem dortigen SPD-Ortsverband bei und engagierte sich in der Arbeiterwohlfahrt und im Arbeiter-Samariter-Bund, durch den sie als Sanitäterin ausgebildet wurde. Sie war zusammen mit Richard Kirn im Vorstand des „Agitationsbezirks Sulzbach“ der Sozialdemokratie und Mitglied im Ortsvorstand der Sulzbacher Sozialdemokratie und ferner aktiv in der Arbeiterwohlfahrt und im Arbeiter-Samariter-Bund.
Nach der nationalsozialistischen „Machtergreifung“ im Januar 1933 wirkte sie mit am „Aufmarsch der Antifaschisten“ in Sulzbach am 26. August 1934, bei dem Zehntausende aus dem ganzen Saarland für die Beibehaltung des Status quo und somit gegen den Beitritt der Saargebietes zum nationalsozialistischen Deutschen Reich, demonstrierten. Nach der Niederlage in der saarländischen Heim-ins-Reich-Abstimmung im Jahre 1935 musste sie mit ihrem Mann das Saarland verlassen und floh ins französische Clermont-Ferrand.
1936 emigrierte sie nach Spanien, um die internationalen Brigaden im spanischen Bürgerkrieg zu unterstützen. Während dieser Zeit arbeitete sie im spanischen Albacete als Röntgenschwester. Nach dem Sieg General Francos über die Republikaner Ende März 1939 kehrte sie nach Frankreich zurück.
Am 18. Mai 1941 wurde sie in Montauban durch die französische Polizei des Vichy-Regimes verhaftet, im Juli 1942 an die Gestapo ausgeliefert und im KZ Ravensbrück interniert, wo sie im Seuchenblock arbeitete, sich nach Berichten von Überlebenden mutig für ihre Mitgefangenen eingesetzt haben soll und im Frühjahr 1945 verstarb.
In Merzig wurde die Lenchen-Weber-Straße nach ihr benannt.